# Gonçalo Pinheiro
Gonçalo Pinheiro (* in Setubal; † November 1567 ebenda) war ein römisch-katholischer Geistlicher und Bischof von Viseu.

## Leben
Gonçalo Pinheiro wurde am 24. August 1537 zum Bischof von Safim in Marokko ernannt. Nachdem das Bistum Safim am 23. November 1542 dem Bistum Tanger zugeschlagen wurde, wurde Gonçalo Pinheiro zum Bischof von Tanger ernannt. Am 27. Juni 1552 erfolgte die Ernennung zum Ordinarius des Bistums Viseu im Königreich Portugal. Dieses Amt bekleidete Bischof Gonçalo Pinheiro bis zu seinem Tod im November 1567.